# Mirko Vučinić
Mirko Vučinić (în muntenegreană: Mиpкo Bучинић, pronunțat [mîːrko ʋǔt͡ʃinit͡ɕ]; n. 1 octombrie 1983, Nikšić, Republica Socialistă Muntenegru, RSF Iugoslavia) este un fost fotbalist muntenegrean care a evoluat pe postul de atacant.
După ce i-a atras atenția lui Pantaleo Corvino, directorul sportiv al clubului italian Lecce, iar acesta a semnat cu echipa în vara anului 2000. A jucat pentru Lecce, atât în Serie A cât și în Serie B. Sezonul său cel mai prolific a fost 2004–05, marcând 19 goluri în 28 de meciuri în Serie A. În 2006, s-a alăturat lui Roma, unde a câștigat de două ori Cupa Italiei. În 2011, s-a transferat la Juventus, unde a câștigat trei titluri consecutive de Serie A. În iulie 2014, s-a mutat la Al Jazira pentru o taxă nedezvăluită.
Pe plan internațional, Vučinić a jucat pentru naționala sub 21 de ani a Serbiei și Muntenegrului. Din cauza unei accidentări, el nu a putut reprezenta Serbia și Muntenegru la Campionatul Mondial de Fotbal 2006. În urma divizării Serbiei și Muntenegrului în primăvara lui 2006, Vučinić a ales să reprezinte Muntenegrul său natal.
Rapid, versatil și puternic din punct de vedere fizic, Vučinić era cunoscut pentru creativitatea, tehnica și inteligența sa ca fotbalist, precum și pentru capacitatea sa puternică de lovitură de la distanță.
În 2018, a început o carieră de golf ca membru al Clubului de Golf Prințesa Milica de Muntenegru cu sediul în Tivat.

## Statistici carieră

### Club
La 5 martie 2014.
| Team            | Campionat               | Sezon          | Campionat | Campionat | Cupă    | Cupă   | Europa  | Europa | Altele  | Altele | Total   | Total  |
| Team            | Campionat               | Sezon          | Meciuri   | Goluri    | Meciuri | Goluri | Meciuri | Goluri | Meciuri | Goluri | Meciuri | Goluri |
| --------------- | ----------------------- | -------------- | --------- | --------- | ------- | ------ | ------- | ------ | ------- | ------ | ------- | ------ |
| Sutjeska Nikšić | Campionatul Iugoslaviei | 1999–00        | 9         | 3         | 0       | 0      | –       | –      | –       | –      | 10      | 4      |
| Lecce           | Serie A                 | 2000–01        | 3         | 0         | 0       | 0      | –       | –      | –       | –      | 2       | 0      |
| Lecce           | Serie A                 | 2001–02        | 7         | 0         | 2       | 0      | –       | –      | –       | –      | 9       | 0      |
| Lecce           | Serie B                 | 2002–03        | 28        | 5         | 1       | 0      | –       | –      | –       | –      | 29      | 5      |
| Lecce           | Serie A                 | 2003–04        | 12        | 1         | 1       | 0      | –       | –      | –       | –      | 13      | 1      |
| Lecce           | Serie A                 | 2004–05        | 28        | 19        | 3       | 3      | –       | –      | –       | –      | 31      | 22     |
| Lecce           | Serie A                 | 2005–06        | 34        | 9         | 0       | 0      | –       | –      | –       | –      | 34      | 9      |
| Lecce Total     | Lecce Total             | Lecce Total    | 111       | 34        | 7       | 3      | –       | –      | –       | –      | 118     | 37     |
| Roma            | Serie A                 | 2006–07        | 25        | 2         | 2       | 0      | 6       | 1      | 0       | 0      | 33      | 3      |
| Roma            | Serie A                 | 2007–08        | 33        | 9         | 6       | 1      | 8       | 4      | 1       | 0      | 48      | 14     |
| Roma            | Serie A                 | 2008–09        | 27        | 11        | 2       | 2      | 8       | 3      | 1       | 1      | 38      | 17     |
| Roma            | Serie A                 | 2009–10        | 34        | 14        | 4       | 2      | 8       | 3      | –       | –      | 46      | 19     |
| Roma            | Serie A                 | 2010–11        | 28        | 10        | 4       | 1      | 4       | 0      | 1       | 0      | 37      | 11     |
| Roma Total      | Roma Total              | Roma Total     | 147       | 46        | 18      | 6      | 34      | 11     | 3       | 1      | 202     | 64     |
| Juventus        | Serie A                 | 2011–12        | 32        | 9         | 3       | 1      | –       | –      | –       | –      | 35      | 10     |
| Juventus        | Serie A                 | 2012–13        | 31        | 10        | 3       | 1      | 8       | 2      | 1       | 1      | 43      | 14     |
| Juventus        | Serie A                 | 2013–14        | 11        | 2         | 0       | 0      | 4       | 0      | 1       | 0      | 16      | 2      |
| Juventus Total  | Juventus Total          | Juventus Total | 74        | 21        | 6       | 2      | 12      | 2      | 2       | 1      | 94      | 26     |
| Career Total    | Career Total            | Career Total   | 336       | 105       | 31      | 11     | 46      | 13     | 5       | 2      | 417     | 131    |

### Internațional
| Serbia și Muntenegru | Serbia și Muntenegru | Serbia și Muntenegru |
| An                   | Meciuri              | Goluri               |
| -------------------- | -------------------- | -------------------- |
| 2005                 | 2                    | 0                    |
| 2006                 | 1                    | 0                    |
| Total                | 3                    | 0                    |

| Muntenegru | Muntenegru | Muntenegru |
| An         | Meciuri    | Goluri     |
| ---------- | ---------- | ---------- |
| 2007       | 4          | 4          |
| 2008       | 7          | 2          |
| 2009       | 4          | 2          |
| 2010       | 7          | 3          |
| 2011       | 5          | 0          |
| 2012       | 5          | 2          |
| 2013       | 4          | 2          |
| Total      | 36         | 15         |

#### Goluri internaționale
| #   | Data               | Stadion                              | Adversar          | Scor | Rezultat | Competiția                                             |
| --- | ------------------ | ------------------------------------ | ----------------- | ---- | -------- | ------------------------------------------------------ |
| 1.  | 24 martie 2007     | Stadionul Pod Goricom, Podgorica     | Ungaria           | 1–1  | 2–1      | Meci amical                                            |
| 2.  | 22 august 2007     | Stadionul Pod Goricom, Podgorica     | Slovenia          | 1–0  | 1–1      | Meci amical                                            |
| 3.  | 12 septembrie 2007 | Stadionul Pod Goricom, Podgorica     | Suedia            | 1–0  | 1–2      | Meci amical                                            |
| 4.  | 17 octombrie 2007  | A. Le Coq Arena, Tallinn             | Estonia           | 1–0  | 1–0      | Meci amical                                            |
| 5.  | 6 septembrie 2008  | Stadionul Pod Goricom, Podgorica     | Bulgaria          | 1–1  | 2–2      | Calificările pentru Campionatul Mondial de Fotbal 2010 |
| 6.  | 15 octombrie 2008  | Stadio Via del Mare, Lecce           | Italia            | 1–1  | 1–2      | Calificările pentru Campionatul Mondial de Fotbal 2010 |
| 7.  | 9 septembrie 2009  | Stadionul Pod Goricom, Podgorica     | Cipru             | 1–0  | 1–0      | Calificările pentru Campionatul Mondial de Fotbal 2010 |
| 8.  | 18 noiembrie 2009  | Stadionul Pod Goricom, Podgorica     | Belarus           | 1–0  | 1–0      | Meci amical                                            |
| 9.  | 29 mai 2010        | Ullevaal Stadion, Oslo               | Norvegia          | 1–1  | 1–2      | Meci amical                                            |
| 10. | 3 septembrie 2010  | Stadionul Pod Goricom, Podgorica     | Țara Galilor      | 1–0  | 1–0      | Preliminariile Campionatului European de Fotbal 2012   |
| 11. | 8 octombrie 2010   | Stadionul Pod Goricom, Podgorica     | Elveția           | 1–0  | 1–0      | Preliminariile Campionatului European de Fotbal 2012   |
| 12. | 25 mai 2012        | Stadionul Regele Baudouin, Bruxelles | Belgia            | 1–0  | 2–2      | Meci amical                                            |
| 13. | 7 septembrie 2012  | Stadionul Pod Goricom, Podgorica     | Polonia           | 2–1  | 2–2      | Calificările pentru Campionatul Mondial de Fotbal 2014 |
| 14. | 22 martie 2013     | Stadionul Zimbru, Chișinău           | Republica Moldova | 1–0  | 1–0      | Calificările pentru Campionatul Mondial de Fotbal 2014 |
| 15  | 14 august 2013     | Stadionul Torpedo, Zhodino           | Belarus           | 1–1  | 1–1      | Meci amical                                            |
| 16  | 8 septembrie 2014  | Stadionul Pod Goricom, Podgorica     | Republica Moldova | 1–0  | 2–0      | Preliminariile Campionatului European de Fotbal 2016   |

## Palmares
Roma
- Coppa Italia (2): 2007, 2008
- Supercoppa Italiana (1): 2007

Juventus
- Serie A (3): 2011–12, 2012–13, 2013–14
- Supercoppa Italiana (2) 2012, 2013